# Gerardo Pita
Gerardo Pita Salvatella, V marqués de Casa Jiménez, (Madrid, 1950) es un pintor hiperrealista español influenciado por Claudio Bravo y Vermeer, del que se declara admirador.

## Biografía
Nacido en Madrid en 1950, donde acude al Liceo Francés y despierta su vocación artística. Destaca como dibujante desde sus años primeros años. En 1963 y 1964 participa en el concurso de dibujo infantil y gana la medalla de oro y la de bronce, respectivamente. 
Se decide por estudios ligados al dibujo eligiendo Arquitectura, no siendo hasta 1972, que su dedicación a la pintura es plena. Ese mismo año, en 1972, contrae matrimonio con María del Rosarío Acha Romero, con la que tiene tres hijos, Bosco, Adriana y Beatriz. 

## Obra
Su obra esta recogida en las grandes colecciones de arte entre las que destacan la del MoMA de Nueva York, el Instituto de Arte de Chicago, la colección de la Fundación para las Artes de Arkansas, la Colección E.F. Hutton Company, la Seavest Collection of Contemporary Realism (Nueva York), la Colección Barón Thyssen-Bornemisza (Lugano), la Colección Argentaria (Madrid), la Colección Palacete Villa Magdalena (Oviedo), la Colección Josep Suñol (Barcelona), la Colección René Morales (Nicaragua) o la Colección Mauricio Fernández Garza (México).

### Redes de pescadores y lanas
Su hiperrealismo es reconocido en la recurrencia a plasmar redes de pescadores y lanas, se considera obsesionado por estas. Busca un realismo genuinamente infantil, al considerar que el niño busca plasmar fielmente la realidad y en la visión infantil de este los errores desaparecen.

### Bodegones y retratos
Compone a su vez bodegones entre los destaca su bodegón Granadinas, que forma parte de la colección del MoMA de Nueva York y sus retratos, también hiperrealistas. Entre sus retratos figuran el del Barón Hans Heinrich von Thyssen-Bornemisza y el de su mujer Carmen Cervera: este último retrato pertenece a la Colección Carmen Thyssen-Bornemisza, junto con el de las manos del Barón. También retrató al expolítico Eduardo Zaplana.